# Ligstenen
Ligstenen i Paradisbakkerne på Bornholm er en sten af svanekegranit på ca. 10 tons. Den har sit navn, fordi man plejede at sætte kisten på den, når et ligtog holdt hvil på vej til kirken. Ifølge gammel tro måtte kisten ikke stå på jorden. Det er en flad sten på ca. 3x2x1 m i østre vejside ved et vejknæk ved vejen til Ibs Kirke ca. to km nord for Klinteby.
Vejen blev tidligere kaldt Lyngvejen og var en vej, der blev flittigt benyttet. Denne sti bærer tydeligt tegn på, at det har været en befæstet vej. En kant af vandreblokken er revet løs. Det kan være sket ved en frostsprængning eller en maskine, som er kommet for tæt på ved skovarbejde omkring 1980. Overfladen er fyldt med revner i et netmønster men helt glat.